# بلفي
بلفي، (بالإنجليزية: Belvì)‏، (سردينيا: Brevìe)، هي بلدية، في مقاطعة نورو، في إقليم سردينيا الإيطالي، وتقع على بعد حوالي 80 كم (50 ميل) إلى الشمال من كالياري، وحوالي 40 كم (25 ميل) جنوب غرب نوورو. إنها جزء من المنطقة التقليدية Barbagia di Belvì.

## السكان
في سنة 1861 بلغ عدد السكان 791 نسمة، وتطور العدد ليصل في سنة 2011 لـ 665 نسمة.
يظهر هذا المخطط البياني تطور النمو السكاني لـ بلفي